# 2537 Gilmore
2537 Gilmore è un asteroide della fascia principale. Scoperto nel 1951, presenta un'orbita caratterizzata da un semiasse maggiore pari a 2,6559281 au e da un'eccentricità di 0,1709589, inclinata di 12,94284° rispetto all'eclittica.
L'asteroide è dedicato ai coniugi e astronomi neozelandesi Alan e Pamela Gilmore.